# Monterey (Massachusetts)
Pour les articles homonymes, voir Monterey.
Monterey  est une ville du comté de Berkshire dans le Massachusetts.
Sa population était de 961 habitants en 2010.